# Uszczelnienie gazodynamiczne
Uszczelnienie gazodynamiczne (ang. dry gas seal, gas lubricated seal) – szczególny typ uszczelnienia mechanicznego (czołowego), w którym do uszczelnienia wału obrotowego wykorzystuje się film gazowy powstały pomiędzy pierścieniami ślizgowymi uszczelnienia 

## Zastosowanie w przemyśle
Uszczelnienia gazodynamiczne stosuje się w odpowiedzialnych urządzeniach z wałem obrotowym, w których zastosowanie tradycyjnych uszczelnień mechanicznych stykowych jest nieuzasadnione. Uszczelnienia gazodynamiczne wykorzystuje się między innymi w silnikach odrzutowych, kompresorach, pompach, mieszalnikach, reaktorach i turbinach. . 

## Zasada działania
Zasada działania uszczelnienia gazodynamicznego polega na wytworzeniu tzw. efektu gazodynamicznego w uszczelnieniu. Efekt ten, polegający na utworzeniu gazowej poduszki powietrznej pomiędzy powierzchniami pierścieni ślizgowych, pozwala na eliminację tarcia kontaktowego na powierzchni ślizgowej, co ma korzystny wpływ na energochłonność węzła uszczelniającego oraz trwałość uszczelnienia. Uszczelnienie gazodynamiczne jest najbardziej zaawansowanym typem uszczelnienia mechanicznego.

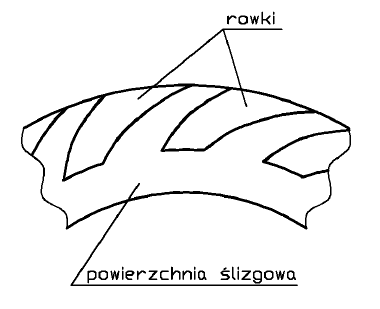
Fragment powierzchni ślizgowej pierścienia uszczelnienia gazodynamicznego z rowkami gazodynamicznymi

Efekt gazodynamiczny jest wynikiem ruchu względnego pierścienia stacjonarnego i obrotowego uszczelnienia, odpowiednio ukształtowanych mikrostruktur - tzw. rowków gazodynamicznych - na powierzchni jednego z pierścieni, oraz obecności gazu zaporowego. W wyniku ruchu obrotowego pierścieni, gaz zaporowy poprzez rowki gazodynamiczne jest sprężany i powoduje odsunięcie się od siebie pierścieni ślizgowych, stykających się ze sobą przy braku ruchu obrotowego. Film gazowy nie tylko pozwala na uniknięcie tarcia kontaktowego, ale przede wszystkim uszczelnia szczelinę uszczelniającą pierścieni (przestrzeń pomiędzy nimi). 

## Rowki gazodynamiczne
Rowki gazodynamiczne mogą być kształtowane w różny sposób, w zależności od parametrów roboczych pracy uszczelnienia. Ze względu na zakres pracy można rozróżnić rowki:
- jednokierunkowe - dające efekt gazodynamiczny przy ruchu tylko w jednym kierunku
- dwukierunkowe - dające efekt gazodynamiczny niezależnie od kierunku obrotów wału

Ze względu na kształt rowków można rozróżnić rowki:
- 1D jeśli dno rowka jest równoległe do czoła pierścienia
- 2D jeżeli dno jest pochylone w jednym kierunku
- 3D jeżeli dno rowka pochylone jest w dwóch kierunkach

## Podział uszczelnień gazodynamicznych
Ze względu na budowę można je podzielić na:
- pojedyncze (z jedną parą ślizgową)
- podwójne typu Face-to-Face - z dwoma parami ślizgowymi, usytuowanymi naprzeciw sobie
- podwójne typu Tandem - z dwoma parami ślizgowymi, usytuowanymi jedna za drugą
- specjalne

## Uszczelnienia gazodynamiczne w Polsce
Pierwszym Polakiem, który opatentował i rozpoczął produkcję uszczelnień gazodynamicznych w Polsce był inż. Antoni Gacek. Produkcję uruchomiono w roku 1998 we wsi Kozy, woj. Śląskie. Patent obejmuje terytorium Polski (Patent Polska), krajów europejskich oraz U.S.A (Patent U.S.A.)